# Graphocephala delongi
Graphocephala delongi är en insektsart som beskrevs av Young 1977. Graphocephala delongi ingår i släktet Graphocephala och familjen dvärgstritar. Inga underarter finns listade i Catalogue of Life.